# Annie de Montfort
Pour les articles homonymes, voir Montfort.
Annie de Montfort (1897-1944) est une résistante et écrivain français.

## Responsable de l’association France Pologne
Arthémise Deguirmendjian-Shah-Vekil, dite Annie, voit le jour le 16 décembre 1897 à Paris (9e arrondissement). Son père et sa mère sont nés en Turquie et sont d’origine arménienne. Annie Deguirmendjian fait des études de médecine et s’installe à Paris pendant le premier conflit mondial.
Elle épouse le 3 février 1919 Henri Archambault de Montfort, spécialiste des questions de l'Est européen, professeur à l'Institut des hautes études internationales et au Centre d'études polonaises de Paris, avec lequel elle publiera plusieurs livres. Ils auront quatre enfants : Claude, Marc, Anne-Marie et François.
Annie de Montfort est cofondatrice en 1919 de l'Association France-Pologne et en est la déléguée générale. Installée 5, rue Godot de Mauroy à Paris (9e arrondissement) l’association joue un rôle culturel et diplomatique. Elle publie une revue bimensuelle depuis 1920, La Pologne, qui a un contenu politique, économique, littéraire et artistique, et dont le musicologue Édouard Ganche, alors très engagé dans la promotion de la culture polonaise en France, sera l'administrateur.

## Dans la Résistance
Annie de Montfort s’engage dans la Résistance avec son mari Henri de Montfort, alors directeur des services de l’Institut de France, qui crée La France continue. Le journal du même nom s’organise autour d’eux.
La France continue est un journal clandestin de la Résistance dont treize numéros paraissent entre juin 1941 et février 1942. Il accueille Raymond Burgard, Émile Coornaert, Suzanne Feingold (future épouse d’Henri de Montfort), Marietta Martin et Paul Petit qui en a été l’inspirateur.
Le réseau est démantelé en février 1942, avec l’arrestation de plusieurs de ses membres comme Raymond Burgard, Marietta Martin et Paul Petit.
Annie de Montfort est arrêtée le 18 mars 1943 à Grenoble par la Gestapo pour ses activités de résistance. Internée à Fresnes, elle fait partie des 959 femmes déportées par le transport 175, parti le 31 janvier 1944 de Compiègne, vers le camp de Ravensbrück. Dans le camp de concentration, elle porte le matricule 27576.
À Ravensbrück, Annie de Montfort participe à la mise en place de structures de résistance. Les instigatrices de ce mouvement mènent une action d’éducation : « plusieurs déportées se préoccupent du retour de leurs camarades. Conscientes des difficultés immenses auxquelles allaient se heurter des femmes qui avaient tant souffert, Émilie Tillion, Yvonne Le Roux, Annie de Montfort, Marie Talet pour ne citer que quelques-unes, décident de former une organisation ». Annie de Montfort organise des conférences sur le vieux Paris et sur l’histoire de la Pologne.
Malade, Annie de Montfort entre au Revier, le dispensaire du camp, le 6 novembre et y meurt le 10 novembre 1944. La sociologue Germaine Tillion, fille d’Émilie Tillion, également internée à Ravensbrück, témoigne qu’Annie de Montfort « quelques minutes avant sa fin, appelait un chauffeur imaginaire. »
Marietta Martin, autre femme écrivain, également engagée dans le mouvement « La France continue », meurt le lendemain à Francfort-sur-le-Main.

## Hommages

### Décorations
Annie de Montfort a reçu après sa mort, à titre militaire, les décorations suivantes :
- Chevalier de la Légion d'honneur
- chevalier de l'ordre du Mérite de la république de Pologne

### Reconnaissance
Une plaque a été apposée en 1946 dans l’église Saint-Martin de Montmorency (Val-d'Oise). Elle porte l’inscription « À la mémoire de Annie Archambault de Montfort, déléguée générale de l’association France-Pologne, morte pour la France et la Pologne le 10 novembre 1944 » et comporte au centre, un médaillon de bronze fondu par le sculpteur et graveur Henri Dropsy.
Une médaille, reproduisant le portrait effectué par Henri Dropsy, a été éditée. Elle porte la mention suivante : « Annie de Montfort 1897-1944 - Déléguée Générale de l’association France Pologne / Arrêtée à Grenoble par la Gestapo pour ses activités de résistance / Morte à Ravensbrück le 10 novembre 1944 / Décorée à titre militaire et posthume de la Légion d’honneur et de la croix d’or polonaise du mérite avec glaives. »
François de Montfort, fils d’Henri et Annie de Montfort, lui rend hommage dans la préface de son livre « Adolf Eichmann, levez-vous ! »
Par arrêté du 16 mai 1989, le secrétaire d'État chargé des anciens combattants et des victimes de guerre du gouvernement français a décidé d'apposer la mention « Mort en déportation » sur l’acte de décès d’Annie de Montfort. Son nom figure dans le Livre mémorial des déportés de France, sous l’intitulé « Archambault de Montfort, Arthémise née Deguirmendjian. »
Annie de Montfort fait partie des écrivains morts pour la France dont le nom figure au Panthéon de Paris sous une plaque portant la mention : « Ici sont enfermés les hommages rendus le 2 juillet 1949 aux écrivains morts pour la France pendant la guerre 1939-1945 ».